# Medien Burkina Fasos
Burkina Faso verfügt heute über eine verhältnismäßig bunte Medienlandschaft und über Presseerzeugnisse, die auch über die Landesgrenzen hinaus Beachtung finden, auch wenn die mittlere Qualität der burkinischen Medien aufgrund der relativ hohen Produktionskosten und der fehlenden Ausbildungsmöglichkeiten von Journalisten immer noch dürftig ist.
Seit der Verfassungsrevision von 1991 sind private Medien in Burkina Faso (wieder) erlaubt und seit 1997 ist auch die Presse- und Medienfreiheit gesetzlich verankert.

## Medien- und Pressefreiheit
Die Nichtregierungsorganisation Reporter ohne Grenzen sieht in Burkina Faso eine schwierige Lage für die Pressefreiheit. Nach wie vor kann die Verbreitung unwahrer Nachrichten entsprechend dem Informationsgesetz von 1993 Gegenstand eines Strafverfahrens werden.

## Printmedien
Neben der staatlichen Tageszeitung Sidwaya erscheinen heute zahlreiche private Printmedien in Burkina Faso (in alphabetischer Reihenfolge):
- Bendré, wöchentlich erscheinendes, kritisches Blatt, Plattform des MBDHP.
- L’Evénement, monatlich erscheinende Zeitschrift.
- L’Hebdomadaire du Burkina, erscheint wöchentlich.
- L’Indépendant, erscheint wöchentlich, gegründet 1993.
- Journal du Jeudi, wöchentlich erscheinende Satirezeitschrift, gegründet 1991.
- L’Observateur paalga, erscheint täglich, einmal in der Woche mit einer Beilage. L’Observateur paalga wurde 1973 gegründet, musste aber nach der sankaristischen Revolution 1984 sein Erscheinen einstellen. Seit 1991 gehört das Traditionsblatt wieder zur burkinischen Presselandschaft.
- L’Opinion, erscheint wöchentlich.
- Le Pays, erscheint täglich, gegründet 1991.
- San Finna, erscheint seit 1999 wöchentlich.

Aufgrund der wirtschaftlichen Situation in Burkina Faso erscheinen alle Presseerzeugnisse nur in kleinen Auflagen von einigen Tausend Exemplaren, denn es gibt nur wenig Menschen, die sich regelmäßig Zeitungen leisten können. Dafür wird ein Zeitungsexemplar meist von Dutzenden von Leuten gelesen.
Zeitungen werden normalerweise bei jungen Straßenverkäufern in Ouagadougou, Bobo-Dioulasso und Koudougou gekauft, in kleineren Orten manchmal auch auf den Märkten, dort sind sie jedoch meist erst ein bis zwei Tage nach der Auslieferung in den größeren Städten erhältlich.
Trotz der geringen Auflage und der eingeschränkten Verbreitung spielen Presseerzeugnisse eine wichtige Rolle bei der öffentlichen Information, denn sie dienen vielen Radiojournalisten als Informationsbasis.

## Fernsehen
Burkina Faso verfügt über einen Fernsehsender, das staatliche Télévision Nationale du Burkina (TNB). Dieser wird durch die RTB betrieben und steht unter der Kontrolle des Informationsministeriums. TNB startete 1963 unter dem Namen Volta-vision.

## Radio

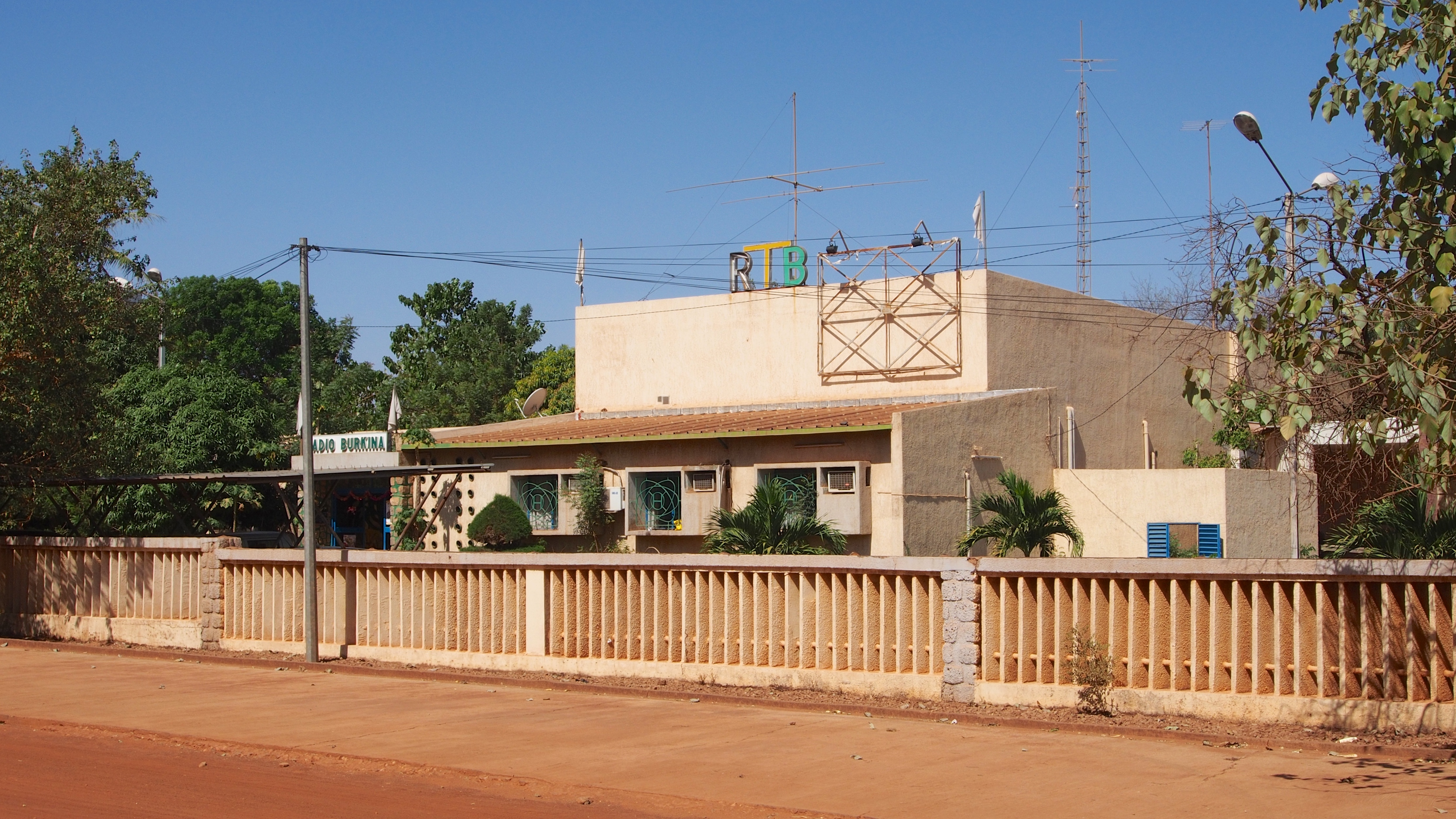
Sitz und Studios des Radio Burkina in Ouagadougou

Bis heute ist das Radio die wichtigste Informationsquelle für einen Großteil der burkinischen Bevölkerung, insbesondere in den ländlichen Gebieten.
Neben dem Radio Nationale du Burkina (RNB) der staatlichen Betreibergesellschaft RTB, welches seinen Betrieb bereits noch vor der Unabhängigkeit Burkina Fasos 1959 als Radio Haute-Volta aufnahm, gibt es in Burkina zunehmend kleine private Regionalsender sowie vier große unabhängige Privatsender mit überregionaler Bedeutung, Horizon FM, Savane FM, Pulsar FM und Ouaga FM.
Praktisch alle Radiosender Burkina Fasos bieten Sendungen in Französisch und in lokalen Sprachen an.

## Nachrichtenagentur
Burkina Faso verfügt mit der Agence d’Information du Burkina (1964 als Agence Voltaïque de Presse gegründet) über eine staatliche Nachrichtenagentur.

## Elektronische Medien

### Angebot
Elektronische Medien sind in Burkina Faso noch im Aufbau. Die meisten Zeitungen verfügen heute über Websites, auf denen meist eine Auswahl an aktuellen Artikeln sowie Archivausgaben abrufbar sind. Von Bedeutung für ein breiteres Publikum sind weiter Presseportale wie zum Beispiel dasjenige der privaten Organisation Centre National de Presse Norbert Zongo oder das kommerzielle Projekt lefaso.net.

### Nachfrage
Generell werden elektronische Medien aufgrund der schwachen Infrastruktur in Burkina Faso bislang nur in beschränktem Maße und vor allem in urbanen Gebieten durch Angehörige gehobener Bildungsschichten genutzt.
Eine Schlüsselrolle für die Verbreitung von Internetdiensten spielt in Burkina Faso – wie auch in anderen wirtschaftlich schwächeren Ländern – die Kommunikation per E-Mail. Eine E-Mail kostet wesentlich weniger als einen Briefversand und so finden sich heute an allen Ecken in den Städten Internet-Cafés, die von zunehmend größeren Bevölkerungskreisen genutzt werden.

### Geschichte
Die ersten öffentlichen Zugänge zum Internet wurden Mitte der 1990er Jahre durch die staatliche Telefongesellschaft ONATEL bereitgestellt. Das erste Internet-Café in Ouagadougou, das Cybercafé Evasion, bot seine Dienste ab 1996 an. Es verfügte zu Beginn über eine analoge Modemverbindung und wickelte den gesamten E-Mail-Verkehr über einen einzigen POP-Account, an den alle E-Mails gesendet werden mussten, ab.
Zwei Jahre später erhielten private Internetdienstanbieter die Möglichkeit, Internetdienste anzubieten. Die für die Verbreitung elektronischer Medien wichtigen schnellen Verbindungen über ADSL sind jedoch erst seit 2006 in ganz Burkina Faso verfügbar.

## Journalisten in Burkina Faso
Die meisten Zeitungsredaktionen beschäftigen lediglich ein knappes Dutzend fest angestellte Journalisten, dazu kommen einige freie Mitarbeiter sowie administrative Hilfskräfte. Nur die staatlichen Medien verfügen über mehr personelle Ressourcen. Bei vielen kleinen Radiostationen arbeiten auch ehrenamtliche Mitarbeiter mit, sei es im redaktionellen Bereich oder aber als Moderatoren.
Bis heute verfügen die meisten Journalisten Burkina Fasos nicht über eine professionelle Berufsausbildung. In den vergangenen fünf Jahren hat jedoch das Entwicklungsprogramm der Vereinten Nationen einige Anstrengungen zur Verbesserung des Ausbildungsniveaus burkinischer Journalisten unternommen und zusammen mit den burkinischen Behörden verschiedene Ausbildungsprogramme für Journalisten, insbesondere zum Umgang mit neuen Informationstechnologien, gestartet.